# Burgstall Unterhöft
Der Burgstall Unterhöft bezeichnet eine abgegangene Niederungsburg in Unterhöft, einem Gemeindeteil der niederbayerischen Gemeinde Schönau im Landkreis Rottal-Inn. Die Anlage wird als Bodendenkmal unter der Aktennummer D-2-7542-0027 mit der Beschreibung „verebneter Burgstall des hohen oder späten Mittelalters“ geführt.

## Beschreibung
Der Burgstall Unterhöft liegt nordnordwestlich von Unterhöft. Auf dem Urkataster von Bayern besitzt das fast runde Areal des nur um 1 m ansteigenden Burgstalls einen Durchmesser von 55 m. Der mittig liegende Turmhügel hat einen Durchmesser von etwa 20 m. Gegenwärtig ist der Burgplatz von einer Wiese bedeckt bzw. von einem Gebäude (Weinbergstraße 5) überbaut.